# 1er corps d'armée (France, 1870)
Pour le corps de la Grande Armée, voir 1er corps d'armée (Grande Armée). Pour le corps d'après 1873, voir 1er corps d'armée (France).
Pour les articles homonymes, voir 1er corps d’armée.
Le 1er corps d'armée est une grande unité de l'Armée française pendant la guerre franco-allemande de 1870. Au 1er août 1870, le 1er corps d'armée fait partie de l'Armée du Rhin et le 17 août de l'Armée de Châlons.

## Chefs du1ercorpsd’armée
- 1er août 1870 : Maréchal de Mac-Mahon
- 17 août 1870 : Général Ducrot

## Composition
| Division                  | Brigade                  | Régiment                                                                   |
| ------------------------- | ------------------------ | -------------------------------------------------------------------------- |
| 1re division d'infanterie | 1re brigade d'infanterie | 18e régiment d'infanterie de ligne                                         |
| 1re division d'infanterie | 1re brigade d'infanterie | 96e régiment d'infanterie de ligne                                         |
| 1re division d'infanterie | 1re brigade d'infanterie | 13e bataillon de chasseurs à pied                                          |
| 1re division d'infanterie | 2e brigade d'infanterie  | 45e régiment d'infanterie de ligne                                         |
| 1re division d'infanterie | 2e brigade d'infanterie  | 1er régiment de zouaves                                                    |
| 1re division d'infanterie | Artillerie               | 2 batteries de 4, une de mitrailleuses                                     |
| 1re division d'infanterie | Génie                    | une compagnie                                                              |
| 2e division d'infanterie  | 1re brigade d'infanterie | 50e régiment d'infanterie de ligne                                         |
| 2e division d'infanterie  | 1re brigade d'infanterie | 74e régiment d'infanterie de ligne                                         |
| 2e division d'infanterie  | 1re brigade d'infanterie | 16e bataillon de chasseurs à pied                                          |
| 2e division d'infanterie  | 2e brigade d'infanterie  | 78e régiment d'infanterie de ligne                                         |
| 2e division d'infanterie  | 2e brigade d'infanterie  | 1er régiment de tirailleurs algériens                                      |
| 2e division d'infanterie  | 2e brigade d'infanterie  | 1er régiment de marche                                                     |
| 2e division d'infanterie  | Artillerie               | 2 batteries de 4, une de mitrailleuses                                     |
| 2e division d'infanterie  | Génie                    | une compagnie                                                              |
| 3e division d'infanterie  | 1re brigade d'infanterie | 36e régiment d'infanterie de ligne                                         |
| 3e division d'infanterie  | 1re brigade d'infanterie | 2e régiment de zouaves                                                     |
| 3e division d'infanterie  | 1re brigade d'infanterie | 8e bataillon de chasseurs à pied                                           |
| 3e division d'infanterie  | 2e brigade d'infanterie  | 48e régiment d'infanterie de ligne                                         |
| 3e division d'infanterie  | 2e brigade d'infanterie  | 2e régiment de tirailleurs algériens                                       |
| 3e division d'infanterie  | Artillerie               | 2 batteries de 4, une de mitrailleuses                                     |
| 3e division d'infanterie  | Génie                    | une compagnie                                                              |
| 4e division d'infanterie  | 1re brigade d'infanterie | 56e régiment d'infanterie de ligne                                         |
| 4e division d'infanterie  | 1re brigade d'infanterie | 3e régiment de zouaves                                                     |
| 4e division d'infanterie  | 1re brigade d'infanterie | 1er bataillon de chasseurs à pied                                          |
| 4e division d'infanterie  | 2e brigade d'infanterie  | 87e régiment d'infanterie de ligne                                         |
| 4e division d'infanterie  | 2e brigade d'infanterie  | 3e régiment de tirailleurs algériens                                       |
| 4e division d'infanterie  | Artillerie               | 2 batteries de 4, une de mitrailleuses                                     |
| 4e division d'infanterie  | Génie                    | une compagnie                                                              |
| Division de cavalerie     | 1re brigade de cavalerie | 3e régiment de hussards                                                    |
| Division de cavalerie     | 1re brigade de cavalerie | 11e régiment de chasseurs à cheval                                         |
| Division de cavalerie     | 2e brigade de cavalerie  | 2e régiment de lanciers                                                    |
| Division de cavalerie     | 2e brigade de cavalerie  | 6e régiment de lanciers                                                    |
| Division de cavalerie     | 2e brigade de cavalerie  | 10e régiment de dragons                                                    |
| Division de cavalerie     | 3e brigade de cavalerie  | 8e régiment de cuirassiers                                                 |
| Division de cavalerie     | 3e brigade de cavalerie  | 9e régiment de cuirassiers                                                 |
| Réserve d'artillerie      | Réserve d'artillerie     | 2 batteries de 12, 2 batteries de 4 (montées), 2 batteries de 4 (à cheval) |
| Parc d'artillerie         | Parc d'artillerie        | Réserve et parc de génie                                                   |